# Alexander Saxelin
Alexander Saxelin, född 29 augusti 1899 i Viborg, död 9 oktober 1959 i Helsingfors, var en finländsk danskonstnär, balettmästare och koreograf.
Saxelin studerade 1912–1917 vid den kejserliga balettskolan i Sankt Petersburg och var 1919–1921 dansör vid Mariinskijteatern där. Han kom 1930 till   Finska operan och var dess balettmästare 1935–1952. Som dansör och solist väckte han uppmärksamhet genom sitt temperament och sin gestaltningsförmåga i karaktärsroller. Han skapade ett stort antal baletter på Nationaloperan mellan 1935 och 1951. Han gjorde även en insats som danspedagog både inom Nationaloperans balettskola och i sin egen skola. 